# Mundaun
Ne doit pas être confondu avec Mundaun (Jeu vidéo).
Mundaun est une ancienne commune suisse du canton des Grisons, dans la région de Surselva.

## Histoire

Vue aérienne (1970)

Elle a été créée le 1er janvier 2009 par suite de la fusion des communes de Flond et Surcuolm. Le 1er janvier 2016, elle a fusionné à son tour avec sa voisine Obersaxen pour former la nouvelle entité de Obersaxen Mundaun.

## Culture
La commune de Mundaun est le théâtre du jeu vidéo du même nom, réalisé par le studio suisse Hidden Fields.